# Svensk handbollselit
Svensk handbollselit (voorheen Elitserien en Allsvenskan) is de hoogste divisie in de Zweedse clubcompetitie voor vrouwenhandbal.

## Kampioenen
| - 1951 - Kvinnliga IK Sport - 1952 - Kvinnliga IK Sport - 1953 - Kvinnliga IK Sport - 1954 - Kvinnliga IK Sport - 1955 - Kvinnliga IK Sport - 1956 - IF Guif - 1957 - Kvinnliga IK Sport - 1958 - Kvinnliga IK Sport - 1959 - Kvinnliga IK Sport - 1960 - Kvinnliga IK Sport - 1961 - Kvinnliga IK Sport - 1962 - IK Ymer - 1963 - IK Bolton - 1964 - Kvinnliga IK Sport - 1965 - IK Bolton - 1966 - IK Bolton - 1967 - IK Bolton - 1968 - IK Bolton - 1969 - Kvinnliga IK Sport - 1970 - Borlänge HK - 1971 - Kvinnliga IK Sport - 1972 - Kvinnliga IK Sport | - 1973 - Borlänge HK - 1974 - Stockholmspolisens IF - 1975 - Stockholmspolisens IF - 1976 - Stockholmspolisens IF - 1977 - Stockholmspolisens IF - 1978 - Borlänge HK - 1979 - Stockholmspolisens IF - 1980 - Stockholmspolisens IF - 1981 - Stockholmspolisens IF - 1982 - Stockholmspolisens IF - 1983 - Stockholmspolisens IF - 1984 - Stockholmspolisens IF - 1985 - Stockholmspolisens IF - 1986 - Irsta HF - 1987 - Tyresö HF - 1988 - Tyresö HF - 1989 - Tyresö HF - 1990 - Stockholmspolisens IF - 1991 - Irsta HF - 1992 - Skånela IF - 1993 - IK Sävehof - 1994 - Sävsjö HK | - 1995 - Sävsjö HK - 1996 - Sävsjö HK - 1997 - Sävsjö HK - 1998 - Sävsjö HK - 1999 - Sävsjö HK - 2000 - IK Sävehof - 2001 - Skuru IK - 2002 - Team Skåne EIK - 2003 - Team Eslövs IK - 2004 - Skuru IK - 2005 - Skuru IK - 2006 - IK Sävehof - 2007 - IK Sävehof - 2008 - Skövde HF - 2009 - IK Sävehof - 2010 - IK Sävehof - 2011 - IK Sävehof - 2012 - IK Sävehof - 2013 - IK Sävehof - 2014 - IK Sävehof - 2015 - IK Sävehof - 2016 - IK Sävehof - 2017 - H 65 Höör - 2018 - IK Sävehof |

## Nederlanders in de Svensk handbollselit
| Seizoen   | Aantal | Speelster         | Club              |
| --------- | ------ | ----------------- | ----------------- |
| 2020-2021 | 1      | Kalia Klomp       | Boden Handboll IF |
| 2017-2018 | 1      | Helen van Beurden | Skara HF          |

## Nederlanders in de Nivå 1
| Seizoen   | Aantal | Speelster       | Club         |
| --------- | ------ | --------------- | ------------ |
| 2015-2016 | 1      | Annelies Smeets | Bodens BK HF |

## EHF-ranglijst
Het klassement van de EHF-ranglijst voor het seizoen 2020/2021 ziet er als volgt uit :
| Rang 2020/21 | Ontwikkeling | Rang 2019/20 | Competitie            | Coëfficiënt |
| ------------ | ------------ | ------------ | --------------------- | ----------- |
| 1            | Stabiel      | (1)          | Nemzeti Bajnokság I   | 162,50      |
| 2            | Gestegen     | (3)          | Super League          | 119,00      |
| 3            | Gedaald      | (2)          | Liga Naţională        | 106,67      |
| 4            | Stabiel      | (4)          | Damehåndboldligaen    | 105,17      |
| 5            | Stabiel      | (5)          | Championnat de France | 95,00       |
| 6            | Stabiel      | (6)          | Eliteserien           | 89,67       |
| 7            | Stabiel      | (7)          | Bundesliga            | 68,83       |
| 8            | Stabiel      | (8)          | Super Liga            | 68,17       |
| 9            | Stabiel      | (9)          | Prva Zenska Liga      | 63,83       |
| 10           | Gestegen     | (10)         | Svensk handbollselit  | 40,50       |
| 22           | Gedaald      | (16)         | Eredivisie            | 7,67        |
| 33           | Gedaald      | (29)         | Eerste nationale      | 8,67        |

Ontwikkeling
| Seizoen | 07/08 | 08/09 | 09/10 | 10/11 | 11/12 | 12/13 | 13/14 | 14/15 | 15/16 | 16/17 | 17/18 | 18/19 | 19/20 | 20/21 |
| Rang    | 26    | 27    | 29    | 25    | 22    | 19    | 15    | 15    | 12    | 11    | 10    | 10    | 10    | 10    |

Bron: Europese Handbalfederatie, cms.eurohandball.com. 
Albanië · Armenië · Azerbeidzjan · België · Bosnië en Herzegovina · Bulgarije · Cyprus · Denemarken · Duitsland · Engeland · Estland · Faeröer · Finland · Frankrijk · Georgië · Groot-Brittannië · Griekenland · Hongarije · IJsland · Ierland · Israël · Italië · Kosovo · Kroatië · Letland · Liechtenstein · Litouwen · Luxemburg · Noord-Macedonië · Malta · Moldavië · Monaco · Montenegro · Nederland · Noorwegen · Oekraïne · Oostenrijk · Polen · Portugal · Roemenië · Rusland · Schotland · Servië · Slowakije · Slovenië · Spanje · Tsjechië · Turkije · Wit-Rusland · Zweden · Zwitserland
Tsjecho-Slowakije · Oost-Duitsland · Sovjet Unie · Joegoslavië · FR Joegoslavië/Servië en Montenegro